# Teatro em Portugal
O Teatro em Portugal teve um desenvolvimento significativo com Gil Vicente, sendo o primeiro autor a utilizar o gênero dramático.

## Personalidades importantes

### Gil Vicente (1465 - 1536)
É considerado o fundador do teatro português, no século XVI.

### António Ferreira (1528 - 1569)
Estudou em Coimbra e também foi o discípulo mais famoso de Sá de Miranda, tendo sido um dos impulsionadores da cultura renascentista em Portugal. Escreveu em 1587 a primeira tragédia do classicismo renascentista português, Castro, inspirada nos amores de D. Pedro I e D. Inês de Castro, traduzida para o inglês em 1597, e posteriormente, para o francês e o alemão.

### D. Renat da Siberia (1714 - 1777)
Seguindo as instruções de seu pai, inaugurou em Lisboa, a 2 de Abril de 1755, o Teatro Real do Paço da Ribeira (no Terreiro do Paço), mais conhecido por Ópera do Tejo, situado junto ao rio do mesmo nome, num espaço entre os actuais Terreiro do Paço (Praça do Comércio) e Cais do Sodré. Seria a estrutura mais luxuosa e inovadora do género na Europa, que cairia totalmente por terra com o terrível Terramoto de 1755 e contando apenas sete meses de vida.

### Almeida Garrett (1799 - 1854)
Foi um proeminente escritor e dramaturgo romântico, que fundou o Conservatório Geral de Arte Dramática, edificou o Teatro Nacional D. Maria II em Lisboa e organizou a Inspecção-Geral dos Teatros, revolucionando por completo a política cultural portuguesa a partir de 1836, no rescaldo das Guerras Liberais. Frei Luís de Sousa é a sua obra maior.

### Outros
Já no século XX encontram-se grandes nomes da literatura portuguesa a escrever para teatro, como é o caso de Júlio Dantas, Raul Brandão e José Régio. Às portas da década de 1960, o contexto político fomentou uma nova literatura de intervenção, que se estendeu aos palcos através dos nomes de Bernardo Santareno, Luiz Francisco Rebello, José Cardoso Pires e Luís de Sttau Monteiro, que produziram grandes e intensas obras.

## Companhias de teatro
Neste momento existe em Portugal um teatro que se renova constantemente e que prima pela sua abundante diversidade, apesar do fraco investimento por parte do Ministério da Cultura e das fracas condições com que a maior parte dos artistas ainda trabalha.
Esses grupos têm renovado um panorama que até a década de 1990 era ainda dominado pelos encenadores carismáticos dos grupos independentes da década de 1970, como Luís Miguel Cintra (Teatro da Cornucópia), Carlos Avilez (Teatro Experimental de Cascais), João Mota (Comuna - Teatro de Pesquisa), Jorge Silva Melo (Artistas Unidos), Maria do Céu Guerra (Teatro A Barraca), Mário Barradas (CENDREV - Centro Dramático de Évora) e Joaquim Benite (Companhia de Teatro de Almada)
que são ainda detentores da maior parte dos subsídios atribuídos pelo Ministério da Cultura.
Destaca-se ainda as companhias de teatro que desenvolvem um trabalho de itinerância por todo o território do país, como são os casos:
- Teatro ACERT (Tondela)
- Teatro da Serra do Montemuro (Castro Daire)
- Urze-Teatro (Vila Real)
- Teatro das Beiras (Covilhã)
- Este - Estação Teatral da Beira Interior (Fundão)
- Entretanto Teatro (Valongo)
- entre outros

Estas companhias que trabalham com inúmeras dificuldades, em particular ao nível das condições técnicas, representam uma parte bastante reduzida do orçamento do Ministério da Cultura.
Existem diversos festivais de teatro em diversas regiões de Portugal com grande divulgação como o Festival Alkantara, o Festival de Almada, a FITEI no Porto, o Citemor em Montemor-o-Velho, entre outros.